# Синее (озеро, Киев)
Синее (укр. Синє) — бессточное озеро на северо-западной окраине Киева, западнее массива Виноградарь. С севера к озеру примыкает Пуща-Водицкий лес.
Озеро расположено на водоразделе рек Днепр и Ирпень. Питается грунтовыми водами и атмосферными осадками. Площадь озера в настоящее время составляет 2,8 га, в прошлом была значительно больше (так, в справочнике «Киев» 1982 года издания указано 15 га).
По данным 2001—2002 гг., в озере водится 12 видов рыб (щука, окунь, карась, плотва, краснопёрка, верховка, щиповка и др.).
В 1980-х годах возле озера построен Синеозёрный массив.